# تقرير عن قضية سريبرينيتشا
تقرير عن قضية سريبرينيتشا (الجزء الأول) كان تقرير رسمي مثير للجدل حول مذبحة سريبرينيتشا في يوليو 1995 في شرق البوسنة والهرسك. أعده داركو تريفونوفيتش ونشره مكتب حكومة جمهورية صرب البوسنة للعلاقات مع المحكمة الجنائية الدولية ليوغوسلافيا السابقة.
نفى التقرير وقوع مذبحة في سريبرينيتشا واتهم اللجنة الدولية للصليب الأحمر «بتلفيق» النتائج التي توصلت إليها بشأن عمليات القتل. تم انتقاد مزاعمها بشدة من قبل المجتمع الدولي والبوشناق وفي النهاية تبرأت منها حكومة جمهورية صرب البوسنة. في حكم ضد ميروسلاف ديرونييتش وصف قضاة محكمة لاهاي التقرير بأنه «أحد أسوأ الأمثلة على المراجعة». لم يتم نشر أي «جزء ثان» على الإطلاق.

## الخلفية
في يوليو 1995 استولت قوات جيش جمهورية صرب البوسنة على مدينة سريبرينيتشا في شرق البوسنة والهرسك والتي تم عزلها ومحاصرتها على الرغم من وجود جنود من قوة الحماية التابعة للأمم المتحدة. واحتشد آلاف اللاجئين في المدينة هربا من تقدم الصرب. بعد استيلاء الصرب على سريبرينيتشا قُتل ما يقدر بنحو 8000 رجل وصبي من البوسنيين بشكل منهجي على أيدي القوات الصربية بين 11-15 يوليو وتعرض 25.000 إلى 30.000 آخرين للتطهير العرقي. كان أكبر عمل قتل جماعي في أوروبا منذ الحرب العالمية الثانية.
سعت الحكومات المتعاقبة في جمهورية صرب البوسنة (وصربيا لفترة) إلى إنكار المذبحة وجرائم الحرب الأخرى التي ارتكبها جيش جمهورية صرب البوسنة أثناء الحرب. في ظل هذه الخلفية كما علق محامي الادعاء السابق للأمم المتحدة مارك ب. هارمون قائلا: «وصلت حملة التضليل والخداع إلى أوجها بعد سبع سنوات من ارتكاب الجرائم بنشر تقرير عن قضية سريبرينيتشا (الجزء الأول)».

## محتويات التقرير

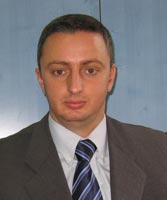
داركو تريفونوفيتش مؤلف تقرير عن قضية سريبرينيتشا الذي تعرض عمله في التقرير لانتقادات شديدة.

تم الترويج للتقرير على أنه محاولة "لتقديم الحقيقة الكاملة عن الجرائم التي ارتكبت في منطقة سريبرينيتشا بغض النظر عن جنسية مرتكبي الجرائم والوقت الذي ارتكبت فيه". وأكد أن ما لا يزيد عن 2000 من البوشناق (مسلمون بوسنيون) في سربرنيتشا جميع الجنود المسلحين وليس المدنيين وأن 1600 منهم لقوا حتفهم في القتال أو أثناء محاولتهم الهروب من الجيب. أشارت باستمرار إلى "المذبحة المزعومة" وعزت مقتل حوالي 100 بوسني إلى "الإرهاق" وخلصت إلى: "عدد الجنود المسلمين الذين أعدموا على يد قوات صرب البوسنة والهرسك للانتقام الشخصي أو لجهل بسيط بالقانون الدولي [...] من المحتمل أن يقف أقل من 100". ونفى التقرير الجندي الصربي البوسني الذي اعترف بالمشاركة في أعمال القتل ووصفه بأنه "مختل عقليا" وادعى أن قصص الناجين كانت نتاج خيالهم: "المشي لمدة 20 يوم تقريبا في منطقة قد تكون مليئة بالألغام الأرضية دون أي طعام وماء كان الخوف من إطلاق النار من أي اتجاه صدمة كبيرة لدرجة أن الجنود أحيانا يخلطون الواقع بالأوهام. بعد أن نظروا إلى الجثث تحت هذا الضغط النفسي كان يمكن لبعض الجنود المسلمين أن يصدقوا ما تخيلوه. وأكد أن "هذه المعركة ربما بدت وكأنها قتل جماعي في عيون جنود مسلمين خائفين رغم أنهم حملوا أسلحة وأطلقوا النار على جنود صرب البوسنة والهرسك بشكل عشوائي".
أكد التقرير أيضا أن النتائج التي توصلت إليها اللجنة الدولية للصليب الأحمر والمنظمات الإنسانية الأخرى قد «تم التلاعب بها» و«ملفقة». ووصف الصرب بأنهم ضحايا جرائم الحرب البوسنية حول سريبرينيتشا مؤكدا أنه في عامي 1992 و 1993 فقط قُتل 1300 مدني صربي. وقد ثبت أن هذا الرقم غير دقيق وأن الرقم الحقيقي «أصغر بثلاث إلى تسع مرات» من قبل مركز البحوث والتوثيق في سراييفو وهو مؤسسة غير حزبية يعمل بها موظفون متعددون الأعراق وقد تم جمع بياناتها ومعالجتها وفحص ومقارنة وتقييم من قبل فريق دولي من الخبراء. المحرض على المجزرة الجنرال راتكو ملاديتش لم يُذكر إلا في سياق المطالبة باستسلام المدينة وإجلاء المدنيين وأكد التقرير أنه حاول «ثني الصرب عن الانتقام الوحشي». وزعم التقرير أن «المسلمين بالغوا في عدد [القتلى] من أجل تحقيق ما أرادوه منذ البداية لإشراك المجتمع الدولي في الصراع مع الصرب».
وفقا لديان ميليتيتش الذي أقاله بادي أشداون الممثل السامي للبوسنة والهرسك في أبريل 2004 من منصبه كرئيس لأمانة جمهورية صرب البوسنة للعلاقات مع المحكمة الجنائية الدولية في لاهاي وبحوث جرائم الحرب فإن التقرير «استندت في استنتاجاتها إلى منشورات موجودة على الإنترنت وتقارير من الأمم المتحدة ومصادر أخرى». كان من المقرر إرساله إلى المحامين الذين يدافعون عن صرب البوسنة والهرسك للمحاكمة بتهمة ارتكاب جرائم حرب.

## حكم المحكمة الجنائية الدولية ليوغوسلافيا السابقة
استعرضت المحكمة الجنائية الدولية ليوغوسلافيا السابقة «تقرير عن قضية سريبرينيتشا» وخلصت إلى ما يلي:

## ردود الفعل

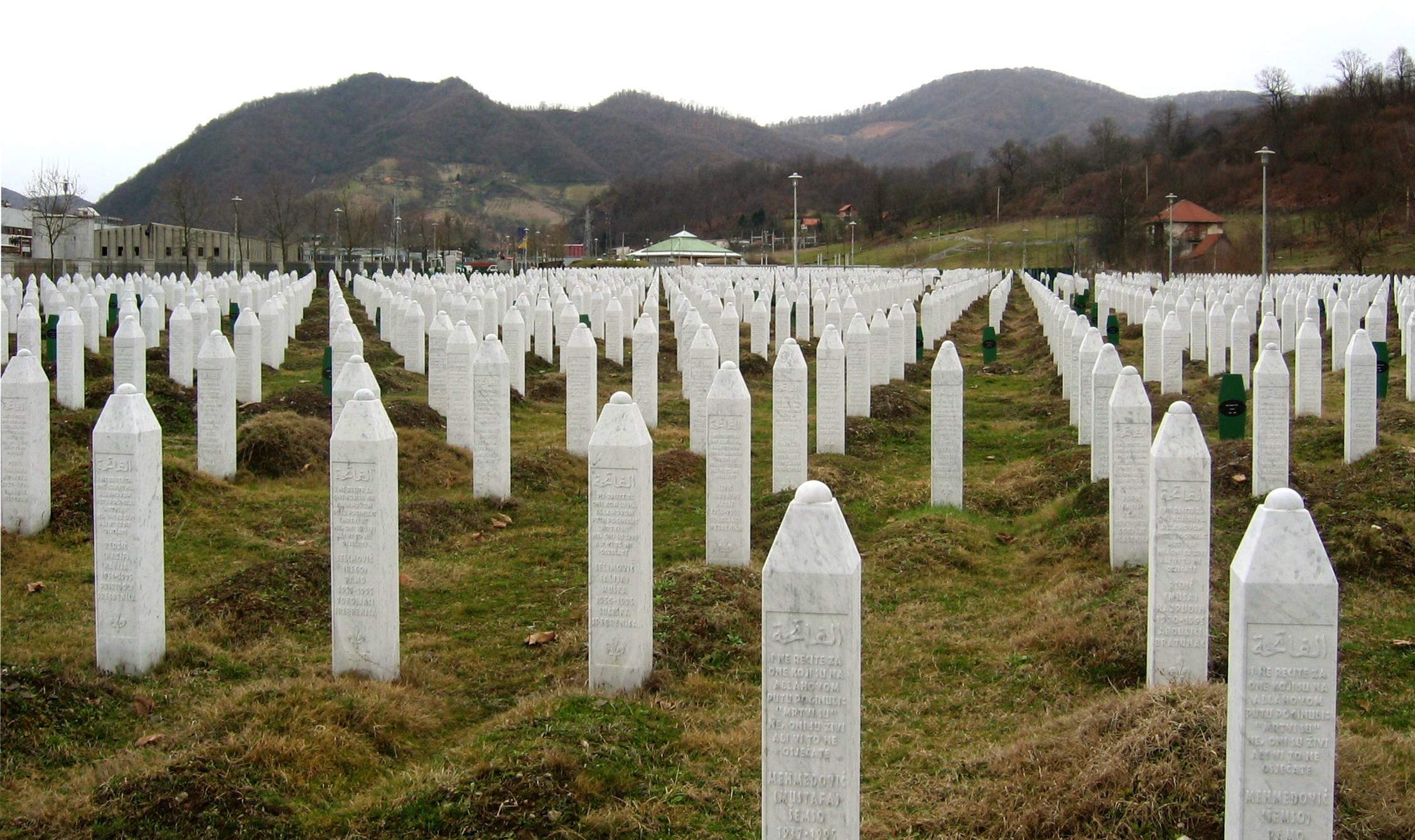
المقبرة في النصب التذكاري سريبرينيتشا - بوتوتشاري ومقبرة ضحايا الإبادة الجماعية.

بعد نشر التقرير في 3 سبتمبر 2002 تم إدانته من قبل مجموعة واسعة من الشخصيات البوسنية والدولية. وقال متحدث باسم المحكمة الجنائية الدولية ليوغوسلافيا السابقة لراديو أوروبا الحرة إن «أي ادعاء بأن عدد الضحايا بعد سقوط جيب سريبرينيتشا كان حوالي 2000 شخص وأن معظم الذين قتلوا في المعركة هو ادعاء مشين للغاية. إنه خاطئ تماما وإنها تتعارض مع كل الأدلة التي تم جمعها بشق الأنفس في التحقيق في المأساة». المدعي العام للمحكمة الجنائية الدولية ليوغوسلافيا السابقة وصف مؤلفي التقرير بأنهم «مكفوفين تماما وغير حساسين بشكل عميق ومستعدون بشكل واضح لعرقلة جميع الجهود المبذولة لإيجاد المصالحة والحقيقة والعدالة». وانتقد مستشار ديل بونتي القانوني جان جاك جوريس التقرير باعتباره «مثال محزن على التحريف وعنصر يقف بالتأكيد في طريق المصالحة في المنطقة». في حكمهم وصفه القضاة بأنه «أحد أسوأ الأمثلة على التحريف فيما يتعلق بـ [المجزرة]».
أدانها بادي أشداون الممثل السامي للبوسنة والهرسك ووصفها بأنها «مغرضة ومناف للعقل ومثيرة للعقل» و«بعيدة كل البعد عن الحقيقة بحيث لا تستحق التكريم بالرد». أصدر مكتبه بيان وصف فيه التقرير بأنه «محاولة غير مسؤولة لخداع الناخبين وإساءة استخدام صدمة الناجين من المذابح». أشار المتحدث باسم أشداون جوليان بريثويت إلى نشر التقرير قبل الانتخابات في جمهورية صرب البوسنة: «السؤال المطروح على حكومة جمهورية صرب البوسنة هو لماذا تنشر هذا التقرير الآن وفي الوقت الذي يمكن تفسيره بسهولة على أنه عمل انتخابي غير مسؤول. التقليل من شأن حقيقة أن المدنيين قد ذبحوا وأن الأطفال يتم إخراجهم من المقابر الجماعية وأيديهم مقيدة خلف ظهورهم فهذا أمر مشين». أصدر الاتحاد الأوروبي بيان دعا فيه «جميع الأشخاص والمؤسسات المسؤولة» لرفض الدراسة. أصدرت اللجنة الدولية لشؤون المفقودين بيان شديد اللهجة وصفت فيه التقرير بأنه تشويه صارخ للحقائق:
أدان وزير الخارجية البريطانية دينيس ماكشين التقرير ووصفه بأنه «إهانة لذكرى أولئك الذين لقوا حتفهم. وينتمي مؤلفو هذا التقرير إلى نفس فئة أولئك الذين ينكرون وقوع الهولوكوست». سفارة الولايات المتحدة في البوسنة والهرسك حثت حكومة جمهورية صرب البوسنة على سحب التقرير واصفة إياه بأنه «محاولة للتلاعب وتقسيم الجمهور في هذا البلد».
كما وجهت وسائل الإعلام البوسنية والأحزاب السياسية والناجون من سريبرينيتشا انتقادات شديدة بالمثل. ووصفت صحيفة دنيفني أفاز ومقرها سراييفو التقرير بأنه محاولة من قبل حكومة صرب البوسنة والهرسك لإنكار وقوع إبادة جماعية. أدانت جمعية أمهات سريبرينيتشا وسيبا التقرير ووصفه بأنه «كاذب ومخزي وغير أخلاقي تماما. هي أسوأ جريمة في أوروبا بعد الحرب العالمية الثانية. أعتقد بصدق أن هذه هي المحاولة الأخيرة لإحياء السياسة التي ميزت الماضي المأساوي للبوسنة والهرسك. لا يمكن أن يكون نفي الإبادة الجماعية جزء من الحملة الانتخابية».
من جانب صرب البوسنة والهرسك كانت الآراء في التقرير إيجابية في البداية. دعمت وسائل الإعلام البوسنية الصربية التقرير إلى حد كبير وقال رئيس جمهورية صرب البوسنة ميركو شاروفيتش (الذي أصبح في أكتوبر 2002 عضو صربي في الرئاسة الجماعية) إنه «لا ينبغي استبعاد التقرير تماما ولكنه يستحق دراسة متأنية». أدلى عدد من الشخصيات السياسية من صرب البوسنة والهرسك بتصريحات علنية نفت فيها وقوع جرائم حرب ووصف متحدث باسم الحكومة التقرير بأنه محاولة لتعزيز «الحقيقة والمصالحة». ورحب زعيم الحزب الاشتراكي لجمهورية صرب البوسنة لازار ريستيتش بالتقرير واتهم الجانب البوسني بأنه «لم يقدم حتى الآن سوى تقارير كاذبة تم فيها إدراج أسماء الأشخاص الذين ما زالوا على قيد الحياة حتى اليوم».
نيكولا أوبيريتش رئيس برلمان جمهورية صرب البوسنة وصفها بأنها "أسوأ حملة انتخابية رأيتها على الإطلاق". كتبه أحد الهواة بقصد التلاعب بالرأي العام "قبل الانتخابات وقال:
لكن حكومة جمهورية صرب البوسنة كانت أكثر غموضا. اتهم رئيس وزرائها ملادين إيفانيتش وسائل الإعلام في الكيان الاتحادي «بإثارة ضجة حول التقرير لأغراضهم الخاصة». ومع ذلك أجبرت الاحتجاجات من المجتمع الدولي حكومة جمهورية صرب البوسنة على الابتعاد نفسها من التقرير قائلة إنه لم يتم تحليلها بالكامل والمصادقة عليها:
تبرأت حكومة جمهورية صرب البوسنة لاحقا من التقرير حيث قال رئيس الوزراء إيفانيتش إنه "نسخة غير مكتملة" و"ليس موقف حكومة جمهورية صرب البوسنة". بعد عامين بعد مزيد من الضغوط من المجتمع الدولي أصدرت حكومة صرب البوسنة والهرسك اعتذار رسمي عن المذبحة واعترفت بارتكاب "جرائم جسيمة" "في منطقة سريبرينيتشا في يوليو 1995.